# Королёв, Андрей Юрьевич
Андре́й Ю́рьевич Королёв (род. 2 июня 1976, Пермь) —  заслуженный путешественник России, президент федерации спортивного туризма Пермского края, мастер спорта России по спортивному туризму.
Четырёхкратный чемпион России и стран СНГ по спортивному туризму, победитель международных чемпионатов и конкурсов по спортивному туризму, руководитель экспедиционного проекта «Полюса недоступности Земли», лауреат Строгановской премии, кандидат географических наук, доцент кафедры туризма географического факультета ПГНИУ.

## Биография

### Образование
Учился в школе № 112 Перми. После окончания школы в 1991 году обучался в биологическом классе лицея № 2 при ПГУ (ныне ПГНИУ), который закончил в 1993 году, и поступил в Пермскую государственную сельскохозяйственную академию. В 1999 году закончил зооветеринарный факультет, после чего работал в ПГСХА старшим преподавателям кафедры внутренних незаразных болезней.
С 2004 года — доцент на кафедре туризма географического факультета ПГНИУ.
В 2007 году окончил аспирантуру, в 2010 году в Перми защитил кандидатскую диссертацию «Эталонные маршруты и оценка туристских возможностей горных территорий». В 2013 году получил научное звание доцент.

### Туристическая деятельность
Начал заниматься туризмом в 15 лет. Сначала сплавлялся по рекам Прикамья и хребтам вблизи них. Затем —  Кавказ и Полярный Урал. Со временем сложность маршрутов возрастала, постепенно сформировалась собственная команда.
За свою спортивную карьеру путешественник посетил: Урал (Южный, Средний, Северный, Приполярный, Полярный), Восточный и Западный Саян, Алтай (Российский и Монгольский), Кавказ, Тянь-Шань, Памир, Камчатка, Китайский Памир, плато Путорана, Кунь-Лунь, Тибет, Перуанские Анды, Аргентинские Анды, Новая Зеландия, Австралия, Гренландия, Восточная Африка, Аляска, Антарктида, Мадагаскар .
Общее количество походов — более 100. 14 из них имеют категорию максимальной шестой сложности.
Многократно публиковался в международных изданиях: «National Geographic», «National Geographic Traveler», «GEO» и других. Регулярно публикуется в центральных изданиях разной направленности.
Под руководством Андрея Королева совершили спортивные путешествия 1-2 категории около 1000 человек, из них 400 человек получили спортивные разряды, многие становились чемпионами Пермского края и России.
В 2016 году стал лауреатом международного фестиваля горных и приключенческих фильмов «Вертикаль» в Москве в номинациях «Путевые заметки, очерки, дневники» и «Иллюстрированные издания».

## Награды
- В 2010 году награждён почётным знаком «Заслуженный путешественник России».
- В 2014 году был выдвинут и получил Строгановскую премию за выдающиеся достижения в спорте.

## Спортивные достижения
- 1998 год. Открытие нового туристского района для лыжного туризма на Центральном Тянь-Шане, в массиве Ак-Шийрак. Впервые совершено восхождение на вершину 5050 м, которую назвали пик Пермь.
- 2000 год. Зимнее пересечение Памира на лыжах с севера на юг, от Алайской долины до реки Бартанг, по ледникам Федченко, Витковского, Грум-Гржимайло и др. Совершена первая попытка зимнего восхождения на пик Революции. Впервые пройден перевал категории трудности 3А-3Б через Язгулемский хребет.
- 2001 год. Лыжное путешествие на Монгольском Алтае и Южно-Чуйском хребте. Второе зимнее посещение этого туристского района, впервые совершено зимнее восхождение на узловую вершину Таван-Богдо-Ула, 4082 м, впервые пройдено несколько перевалов, и совершено второе зимнее восхождение на гору Найрамдал, 4374 м.
- 2005 год. Пересечение Кунь-Луня и Тибета на велосипеде. Полное первопрохождение маршрута, открытие нового туристского района — полюса недоступности Евразии —  плато Чангтан, на Северном Тибете. Впервые в мировом туризме в едином автономном маршруте был пересечён Кунь-Лунь и Тибет с севера на юг, от пустыни Такла-Макан до бассейна реки Брахмапутра. Впервые в велотуризме был преодолён перевал высотой 6000 м. Протяжённость маршрута 2500 км, 49 ходовых дней, преодолено 53 перевала, большинство из которых впервые, средняя высота ок. 4800 м.
- 2006 год. Первое официальное спортивное путешествие в Перуанских Андах, открытие нового туристского района и полное первопрохождение маршрута. Впервые российские путешественники достигли истока Амазонки, впервые поднялись на вершину, прямо над истоком, которой дали название «Пик Пермь» (оригинальное наименование горы — «Cerro Huaitano»), 5500 м, 2Б к.т. Подъём на один из высочайших потухших вулканов Земли — Невадо-Коропуну, 6500 м. Совершено восхождение на высшую точку Южного и Западного полушария Земли —  гору Аконкагуа, 6962 м.
- 2007 год. Осуществлены научно-спортивные экспедиции в Австралии и Новой Зеландии. Также была попытка восхождения на гору Музтаг-Ата, 7546 м, китайский Памир. Удалось подняться до высоты 7200 м, откуда спустился на горных лыжах (рекорд Пермского края).
- 2009 год. Впервые в мире осуществлено пересечение центральной части Кунь-Луня и Тибета с запада на восток, посвящённое 170-летию со дня рождения Н. М. Пржевальского. Полное первопрохождение маршрута, протяжённостью 1518 км. Продолжительность — 36 ходовых дней. Пройдено 44 перевала, большинство из которых впервые. Исследован узел оледенения горы Улуг-Музтаг, и в нём впервые совершены восхождения на 2 вершины: 6200 м — назван «Пик Пржевальского» и 6100 м — назван «Пик Роборовского». Также впервые в едином автономном маршруте соединены два узла оледенения: Улуг-Музтаг и Шапка Мономаха.

- 2010 год. Попытка пересечения Гренландии на лыжах, посвящённая 150-летию со дня рождения Фритьофа Нансена. Это одно из первых официально заявленных спортивных путешествий в Гренландии. Был открыт новый туристский район, совершено первопрохождение нескольких перевалов и вершин.
- 2011 год. Впервые совершено велосипедное восхождение на высшую точку Африки — гору Килиманджаро, 5895 м. Также впервые едином автономном маршруте Кунь-Лунь, Тибет и Гималаи были пересечены с севера на юг с прохождением через полюс недоступности Евразии.
- 2013 год. Восхождение на гору Мак-Кинли — высшую точку Северной Америки высотой 6194 м.
- 2014 год. Пермские учёные за неполные два месяца экспедиции преодолели 2500 км на средней высоте 5000 м над уровнем моря, надеясь покорить вершину «Шапки Мономаха» (6800 м) и изучить необитаемые территории Тибета. На «Шапку Мономаха» не дал подняться китайский спецназ, депортировавший учёных из данного района, в связи с чем был пройден другой маршрут по восточному Тибету.
- 2015 год. Экспедиция по Саянским горам. Маршрут проходил через самые труднодоступные места Южной Сибири —  Тофаларию. За 29 дней экспедиции было преодолено свыше 550 км и открыто 15 географических объектов. Самый высокий и красивый перевал получил имя «100-летие Пермского университета». Также в 2015 году принял участие в первой российской метеоритной экспедиции в Антарктиду.
- 2016 год. Установка на одной из самых высоких точек США, пике Уитни (4 418 метров), флага ПГНИУ в день празднования столетнего юбилея университета с осуществлением в режиме реального времени видеотрансляции события[2].
- 2017 год. Преодоление 1600 километров вело-лыжной экспедиции по Аляске. Экспедиция была осуществлена для укрепления дружбы России и США, в честь 150 летия покупки Аляски и 75-летия лендлиза.

## Избранные научные труды

### Книги и учебные пособия
- Тайны неизведанных гор // Продюсерский центр «Траектория». Пермь, 2016.
- Тайны полюсов недоступности // Продюсерский центр «Траектория». Пермь, 2015.
- Жизнеобеспечение в активном туризме. Учебное пособие. Пермь: ПГУ, 2011.
- Техника и технология активного туризма. Учебное пособие. Пермь: ПГУ, 2011.
- Эталонные маршруты и оценка туристических возможностей горных территорий // Издательство Пермского университета, 2010. 261 с.
- Памир: возможности спортивного туризма // Издательство Пермского университета, 2006. 183 с.
- Нарушение обмена веществ у животных. Учебное пособие. Пермь: ПГУ, 2005 (с грифом министерства сельского хозяйства и продовольствия РФ).

### Публикации
- Снега США // GEO. 22.05.2014.
- Обитаемый остров // Traveler. Апрель-май 2013. С. 70-82.
- Обитаемый остров: путешествие на Мадагаскар // National Geographic Россия. 25.06.2013.
- Ледяной остров // GEO. 23.04.2013.
- Миссия выполнима // GEO. 12.02.2013.
- Полюс недоступности Евразии // GEO. 18.01.2012.
- В Тибет на велосипеде // National Geographic Россия. Июль-август 2011. С. 96-103. Анонс. Полный текст.
- Зырянов А. И., Королёв А. Ю. Туристское районирование горных территорий [1] // Вестник Московского университета. Сер. 5. География. 2009. № 6. С. 19-25.
- На пределе возможностей // National Geographic Россия. № 69. Июнь 2009. С. 46-50.
- Зырянов А. И., Королёв А. Ю. Эталонные туристские маршруты: географический аспект // Вестник национальной академии туризма. СПб., 2008. № 8. С. 53-57.
- По Тибету на велосипедах // National Geographic Россия. № 7 (34). Июль 2006.